# Walther Hahm
Walther Hahm (21 décembre 1894 à Neudorf-Sulau, arrondissement de Militsch (de) - 11 août 1951 à Heide) est un General der Infanterie dans la Wehrmacht pendant la Seconde Guerre mondiale.
Il a été aussi récipiendaire de la croix de chevalier de la croix de fer avec feuilles de chêne. La croix de chevalier de la croix de fer et son grade supérieur est une reconnaissance à un acte d'une extrême bravoure ou à un succès de commandement militaire.

## Biographie
Peu après le début de la Première Guerre mondiale, le 7 août 1914, Walter Hahm s'engage comme volontaire dans le bataillon de réserve du 90e régiment de fusiliers (de). Le 23 août 1914, il est muté au 214e régiment d'infanterie de réserve, avec lequel il se trouve sur le front jusqu'à fin janvier. Durant cette période, il reçoit les deux classes de la Croix de fer. À Neuflize (France, au nord-est de Reims), il suit en tant que sous-officier un stage de formation de porte-drapeau jusqu'à fin mars 1915 et est promu enseigne le 18 avril 1915. Déjà promu lieutenant le 18 juin 1915, il devient, à la suite d'un séjour à l'hôpital, adjudant du 23e régiment d'infanterie le 1er octobre 1915.
Walther Hahm est capturé par les forces alliées en mai 1945 et est libéré en 1947.

## Décorations
- Croix de fer (1914)
  - 2e classe (3 décembre 1914)
  - 1re classe (4 septembre 1917)
- Croix d'honneur
- Agrafe de la croix de fer (1939)
  - 2e classe (27 mai 1940)
  - 1re classe (12 juin 1940)
- Croix de chevalier de la croix de fer avec feuilles de chêne
  - Croix de chevalier le 15 novembre 1941 en tant que Oberst et commandant du Infanterie-Regiment 480[1]
  - 676e feuilles de chêne le 9 décembre 1944 en tant que Generalleutnant et commandant de la 389.Infanterie-Division[2]
- Mentionné dans le bulletin quotidien radiophonique Wehrmachtbericht (9 octobre 1944)